# Quinacrina
La quinacrina o chinacrina è un antibiotico impiegato principalmente con funzione antiparassitaria, in particolare contro Giardia e contro Trichomonas. La somministrazione avviene in genere per via orale. Sono possibili numerosi effetti collaterali (turbe gastrointestinali, cefalea, vertigini e - raramente - turbe psichiche). Per questo motivo, la quinacrina non è un farmaco di prima scelta per combattere i parassiti.
La quinacrina ha anche la proprietà citologica di produrre fluorescenze in vitro di molteplici tipi di cellule, specie le piastrine, attraverso una colorazione verde brillante. Le piastrine conglomerano la quinacrina in granuli molto densi.